# Émile Hergault
Émile François Xavier Lucien Hergault (Quingey, 5 settembre 1869 – Quingey, 24 luglio 1936) è stato un generale francese,  che fu membro della Commission spéciale de défense du territoire (CDT) nel 1922 e fu uno dei fautori della costruzione della Linea Maginot.  Ricoprì l'incarico di Capo di stato maggiore delle forze aeree dal 5 ottobre 1929 al 3 gennaio 1930.

## Biografia
Nacque il 5 settembre 1869 a Quingey, nel dipartimento del Doubs, e dopo aver frequentato l'Ecole Polytecnique, promozione del 1889, si arruolò nell'esercito assegnato alla specialità dell'artiglieria. 
Ammesso con il grado di capitano a frequentare la Scuola superiore di guerra nel corso del 1901, ottenne il brevetto di ufficiale di Stato maggiore nel 1903. Entrato in servizio presso lo Stato maggiore del VII Corpo d'armata, fu poi trasferito all'artiglieria della 8ª Divisione di cavalleria di stanza a Besançon. Nel 1908 fu distaccato in servizio allo Stato maggiore del Conseil supérieur de la guerre, e nell'agosto 1914, dopo lo scoppio della prima guerra mondiale, comandò con il grado di chef d'escadron un gruppo del 4º Reggimento, per passare poi a ricoprire l'incarico di Capo del servizio operazioni della VIe Armée.
Tenente colonnello nel 1915, colonnello nel 1916, comandò dapprima l'artiglieria della 13ª Divisione fanteria, e poi il 62º Reggimento d'artiglieria. Capo di stato maggiore della VIIe Armée agli ordine del generale Charles Mangin nel 1918, l'anno successivo fu distaccato allo Stato maggiore dell'Ispettore generale della Ie, IIIe, e IVe Armée Paul André Maistre, e il 27 settembre 1920 funominato generale di brigata.
Capo di gabinetto militare del Ministro della guerra, Sotto capo dello Stato maggiore generale e membro del CDT (Commission spéciale de défense du territoire)  nel 1922. Fu uno dei fautori della costruzione di una linea fortificata permanente tra il Lussemburgo e la frontiera con la Svizzera che divenne nota come Linea Maginot.
Comandò la 128ª D.I. nel 1924 e partecipò alle operazioni militari in Marocco (1924-1925).
Generale di divisione nel 1925, assunse il comando della 17ª D.I. a Poiti. Nel 1926 fu nominato Ispettore generale delle forze aeree francesi Promosso Generale di corpo d'armata aereo nel 1930, in quello stesso anno divenne membro del Conseil superieur de la guerre. Tra il 27 agosto 1931 e il 15 gennaio 1933 ricoprì l'incarico di Capo di stato maggiore delle forze aeree. A riposo nel 1934, si spense nel suo paese natale il 24 luglio 1936.
Decorato con la Gran Croce della Legion d'onore, con la Croix de guerre e con la Croix de guerre des Théâtres d'opérations extérieures (TOE).

### Annotazioni
1. ↑  Sposato con la signorina Marthe Françoise Jeanne Chomer, la coppia ebbe un figlio maschio Jean Anne (1903-1929), tenente dell'Armée de l'Air.
2. ↑  In lingua francese Inspecteur Général des Forces Aériennes Françaises.

### Fonti
1. 1 2 3 4 5 6 7 8  Gehin 2015, p. 53.
2. ↑  Panchasi 2009, p. 87.
3. ↑  Tournoux 1960, p. 31 , composta dal Maresciallo di Francia Joseph Joffre in qualità di presidente, e dai generali Berthelot, Graziani, Bouat, Hergault e Hellot. Quest'ultimo era Ispettore generale dell'arma del genio.
4. ↑  Tournoux 1960, p. 35.
5. ↑  Duroselle 2013, p. 12.
6. ↑  Robin Higham, Two Roads to War: The French and British Air Arms from Versailles to Dunkirk, Naval Institute Press, Annapolis, 2012.